# 徐敬業 (1951年)
徐敬业（1951年9月—2025年7月16日），男，河南济源人，中华人民共和国政治人物，重庆市政协原主席。

## 生平
1969年参加中国人民解放军。1970年7月，加入中国共产党。1985年，转业进入国家经委办公厅办公室。1987年，任国家经委办公厅办公室副主任。1992年，任国务院生产办秘书局综合处处长。1994年3月，任国家经济贸易委员会办公厅副主任。2000年，担任中央企业工委办公室主任。2003年，任中央纪委驻商务部纪检组组长。2006年5月，任重庆市委常委、市纪委书记。2013年1月，当选为重庆市政协主席。2017年1月卸任市政协主席。2017年2月28日，任全国政协社会和法制委员会副主任。2018年1月，当选第十三届全国政协委员。2023年4月退休。2025年7月16日因难治性心力衰竭抢救无效逝世，享年73岁。